# Головня, Александр Витальевич
Алекса́ндр Вита́льевич Головня́ (род. 20 октября 1959, Мозырь, Гомельская область) — советский футболист, защитник. Первый советский легионер в США. Мастер спорта СССР (1978).
Брат Сергей также был футболистом.

## Карьера
Карьеру Александр Головня начал в «Машиностроителе» Гомель. Два года играл во второй лиге, затем перешёл в минское «Динамо». 1978 год провёл в первой лиге, там «Динамо» заняло 3-е место и вышло в высшую лигу. Там дебютировал 5 октября 1979 года в матче 27-го тура против «Торпедо», выйдя на замену на 74-й минуте вместо Виктора Янушевского. Всего за минчан Головня сыграл 62 матча. В ноябре 1981 он ушёл в московское «Динамо». В 1984 стал обладателем Кубка СССР: в финале бело-голубые обыграли «Зенит» со счётом 2:0. За московский клуб в чемпионате Головня сыграл 113 матчей и забил 5 голов. С 1987 по 1989 год он выступал за «Локомотив».
В 1990 уехал в США играть за клуб «Орландо Лайонз». Это был обмен между командами, из Соединённых Штатов в «Локо» пришёл Дейл Малхолланд, став одним из первых легионеров в Советском Союзе. В США приехал в мае 1990 года и уже вскоре забил свой первый гол за команду.
В октябре 1990 подписал 8-месячный контракт с «Сан-Диего Сокерз» из мини-футбольной лиги (шоубол). В сезоне 1991/92 и выступал вместе с Александром Хапсалисом. Стал двукратным чемпионом США по Indoor-футболу.
В июне 1993 обменян в клуб «Аризона Сэндшаркс», однако за новую команду так и не был заявлен.
В 1979 году стал серебряным призёром молодёжного чемпионата мира.
Жена Лидия, дочери Полина и Георгия.
Живёт в Сан-Диего, работает крупье в крупнейшем казино Калифорнии.

## Достижения
«Динамо» Москва
- Обладатель Кубка СССР: 1984

 Молодёжная сборная СССР по футболу
- Чемпион Европы среди молодёжных команд: 1980